# Azizo de Emesa
Azizo (em latim: Azizus; em grego: Ἄζιζος; romaniz.: Azizos) foi o sexto rei (filarco) do Reino de Emesa de 47/8 até 54.

## Nome
Azizo (Azizus; Ἄζιζος, Azizos) é a forma latina e grega do nome teofórico aramaico, árabe e hebraico Aziz (عزيز, עָזִז, ʿAzīz), o deus da estrela da manhã. O nome é formado pela raiz z-z, ou seja, com duplo zaine, que significa "reputado, poderoso, sublime".

## Vida

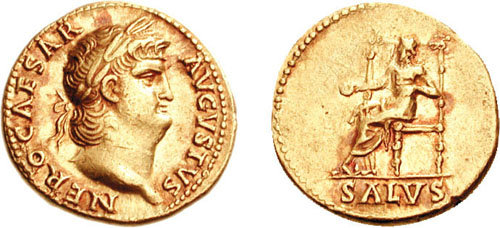
Áureo de Nero r.

Azizo era o filho mais velho de Samsigéramo II (r. 14–47/8) e Jotapa e irmão de Caio Júlio Soemo, Jotapa, que se casou com Aristóbulo Menor, e Júlia Mameia, que se casou com Polemão II (r. 38–62) do Reino do Ponto. Em 47/8, sucedeu seu pai como rei de Emesa. Pouco se sabe sobre seu reinado. Em 52/3, casou com Drusila, irmã de Herodes Agripa II (r. 48–100), sob a condição de que seria circuncidado e se converteria ao judaísmo (Flávio Josefo, Antiguidades Judaicas, XX.7.1). Pouco depois, contudo, Drusila o abandonou em detrimento do procurador Marco Antônio Félix (Flávio Josefo, Antiguidades Judaicas, XX.7.2). Segundo Barbara Levick, Azizo morreu em 54, primeiro ano do reinado de Nero (r. 54–68), e foi sucedido por seu irmão Soemo. Warwick Ball, por sua vez, propôs que faleceu em 65.